# Manfredo (poema)

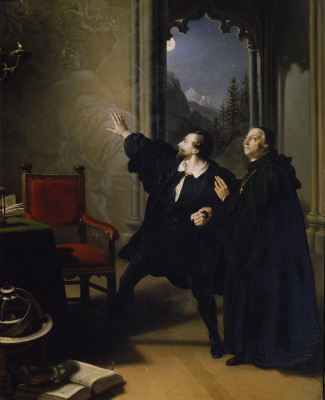
Muerte de Manfredo, Johann Peter Krafft, 1825.

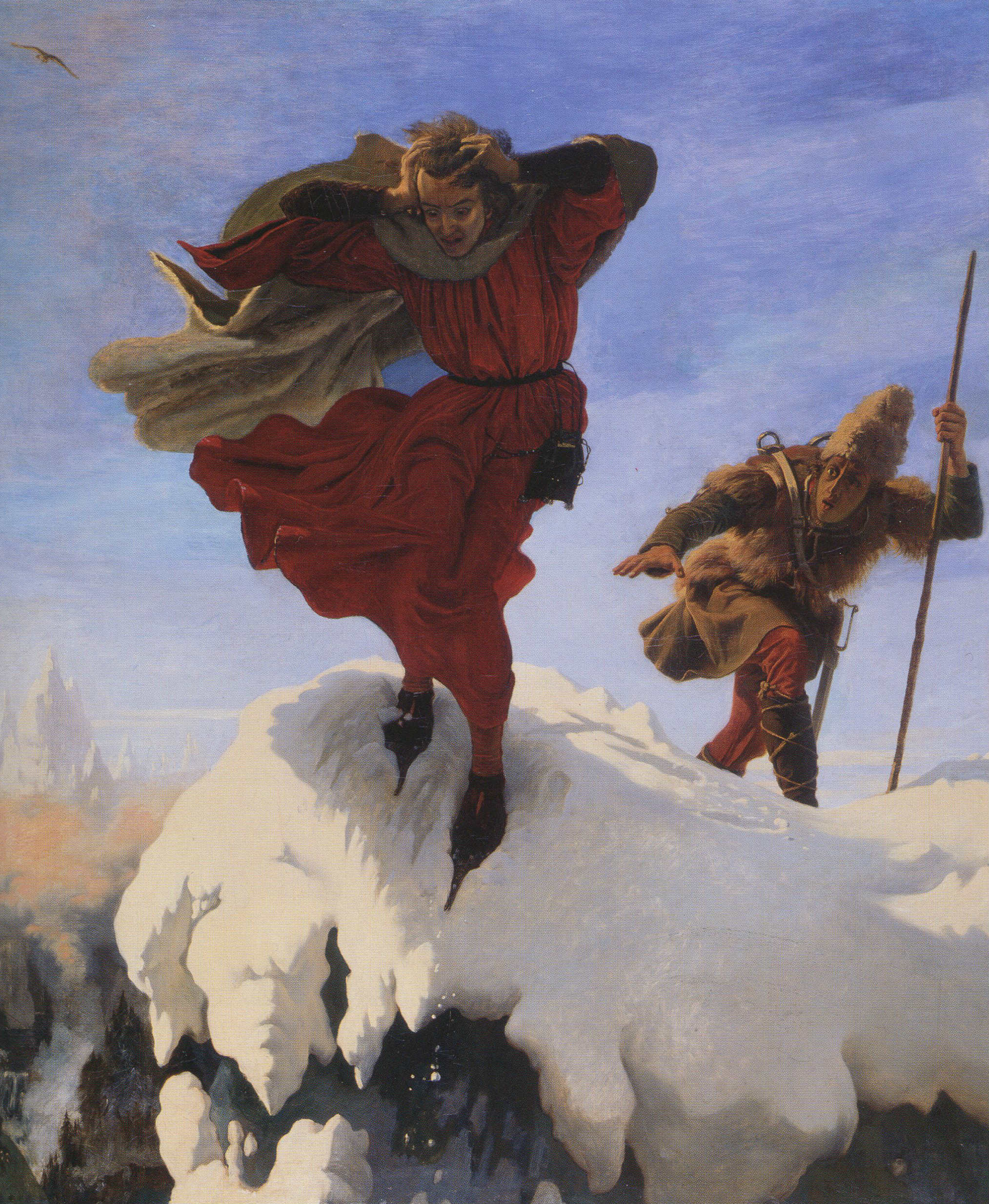
Manfredo en el Jungfrau, Ford Madox Brown, 1842.

Manfredo: un poema dramático (en inglés, Manfred: A dramatic poem) es un drama de armario escrito entre 1816 y 1817 por Lord Byron. Contiene elementos sobrenaturales, en consonancia con la popularidad de las historias de fantasmas en la Inglaterra de ese tiempo. Es un ejemplo típico de ficción gótica.
Byron comenzó esta obra a finales de 1816, solo unos meses después de las famosas sesiones de historias de fantasmas con Percy Bysshe Shelley y Mary Shelley que proporcionaron el ímpetu inicial para Frankenstein. Las referencias sobrenaturales se ponen de manifiesto a lo largo del poema. En una escena, por ejemplo (acto III, escena IV, interior de la torre), Manfredo recuerda viajar en el tiempo (proyección de viaje astral) al palacio de César.
Manfredo fue adaptado musicalmente por Robert Schumann en 1852, en una composición titulada Manfredo: poema dramático con música en tres partes, y más tarde por Piotr Ilich Chaikovski en su Sinfonía Manfredo. Friedrich Nietzsche quedó impresionado por la representación que se hacía en el poema de un ser sobrehumano, y empezó a escribir una partitura para piano basada en él en 1872, llamada Meditación Manfredo.

## Contexto
Byron escribió este «drama metafísico», como lo llamaba, después de que su matrimonio con Annabella Millbanke fracasara en medio de un escándalo que incluía acusaciones de indecencia sexual y de un romance incestuoso entre Byron y su media hermana, Augusta Leigh. Atacado por la prensa y condenado al ostracismo por la sociedad londinense, Byron huyó de Inglaterra a Suiza en 1816 para nunca regresar. En ese momento, vivía en la Villa Diodati, en Suiza. 
Como Manfredo fue escrito inmediatamente después de estos sucesos, y porque se trata de un personaje principal torturado por sus propios sentimientos de culpa por un delito innombrable, algunos críticos lo consideran autobiográfico, o incluso confesional. Se cree que la naturaleza no mencionada pero prohibida de la relación de Manfredo con Astarté representa la relación de Byron con su media hermana Augusta.
La mayor parte del Manfredo la escribió en una gira por los Alpes berneses en septiembre de 1816. El tercer acto fue reescrito en febrero de 1817, ya que Byron no estaba contento con su primera versión.
El poema comienza con la cita de la frase del Hamlet de Shakespeare: «Hay más cosas en el cielo y la tierra, Horacio, que las soñadas en tu filosofía». Manfredo muestra una fuerte influencia del Fausto de Goethe, que muy probablemente Byron leyó traducido (aunque afirmó no haberlo leído); aun así, no es en absoluto una simple copia.

## Trama
Manfredo es un noble fáustico que vive en los Alpes berneses. Internamente torturado por una culpa misteriosa, que tiene que ver con la muerte de su amada Astarté, utiliza su dominio del lenguaje y de lanzamiento de hechizos para invocar a siete espíritus, con los cuales busca hallar el olvido. Los espíritus, que rigen los diversos componentes del mundo corporal, son incapaces de controlar los acontecimientos pasados y por lo tanto no pueden cumplir la petición de Manfred. Por un tiempo el destino le impide huir de su culpa por medio del suicidio.
Al final, Manfredo muere, desafiando las tentaciones religiosas de obtener la redención de su pecado. A lo largo del poema, logra desafiar a cada uno los poderes de autoridad que enfrenta, y elige la muerte antes que someterse a los poderosos espíritus. Manfredo dirige sus últimas palabras al abad, comentando: «¡Viejo! No es tan difícil morir». «Un individuo inconquistable hasta el final, Manfredo no entrega su alma ni al cielo ni al infierno, solo a la muerte».

## Personajes
- Manfredo
- Astarté
- Chamois Hunter
- Abad de San Mauricio
- Manuel
- Herman
- Bruja de los Alpes
- Arimanes
- Némesis
- Los Destinos
- Los Siete Espíritus.

## En la literatura
El personaje de Manfredo es mencionado por Alejandro Dumas, padre, en su novela El conde de Montecristo, donde el conde declara: «No, no, deseo acabar con esa misteriosa reputación que me has dado, mi querido vizconde; es aburrido estar siempre actuando como Manfredo. Deseo que mi vida sea libre y abierta». De hecho, el conde de Montecristo es bastante similar a Manfredo, en el sentido de que quiere mantener su pasado en secreto, se siente superior a las convenciones sociales y sigue una agenda que va en contra de las costumbres sociales, características típicas del héroe byroniano.
Fiódor Dostoyevski menciona el poema en Memorias del subsuelo, cuando el narrador afirma: «Recibí innumerables millones e inmediatamente los entregué en beneficio de la humanidad, confesando en el mismo momento ante la multitud todas mis infamias, que, por supuesto, no fueron meras infamias, sino que también contenían una gran cantidad de 'lo elevado y lo bello' de algo manfredesco».[cita requerida]
En la página 61 de La subasta del lote 49, de Thomas Pynchon, Di Presso parece referirse (quizás por accidente) a Metzger como Manfredo. El discurso frecuentemente citado de Manfredo del acto II, escena 1 que comienza con «¿Crees que la existencia depende del tiempo?» se cita en la página 351 de The Masters of Solitude de Marvin Kaye y Parke Godwin. «In Memory of My Feelings», poema de Frank O'Hara, incluye los versos «Manfredo se sube a mi nuca, / habla, pero no lo escucho, / estoy demasiado azul».
En Jonathan Strange y el señor Norrell de Susanna Clarke, se dice que Byron escribió a Manfredo después de conocer al mago Jonathan Strange y encontrarlo de lo más desagradable. Se sugiere que lo escribió porque estaba tan decepcionado con Strange que creó un mago más de su agrado.
La escena final de Daisy Miller, de Henry James, se desarrolla en el Coliseo romano. James menciona que, antes de entrar al Coliseo, su protagonista Winterbourne cita en voz alta el monólogo de Manfredo sobre el Coliseo (acto III, escena IV).